# 坎蒂韦罗斯
坎蒂韦罗斯，是西班牙卡斯蒂利亚-莱昂阿维拉省的一个市镇。 总面积14km2, 总人口180人（2001年），人口密度13人/km2。